# حجيرة هادلي

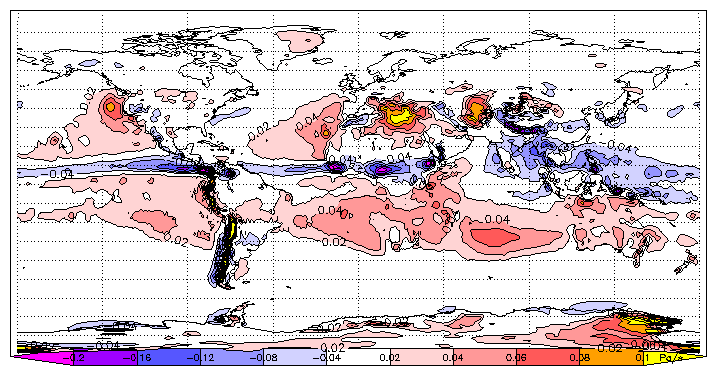
السرعة العمودية في 500HPA في متوسط شهر يوليو تموز. وتتركز صعود القيم السالبة على مقربة من خط الإستواء، ونسب القيم الموجبة أكثر إنتشاراً. وتحدث هذه بشكل رئيسي في خلية هادلي.

حجيرة هادلي أو خلية هادلي Hadley cell هي عبارة عن حجيرة (خلية) حركة جوية في العروض المنخفضة، تشتمل على صعود الهواء فوق الأخدود الاستوائي وهبوطه فوق حزام الضغط المرتفع شبه المداري، والواصل بين حزام الضغط المرتفع شبه المداري -عند السطح- والأخدود الاستوائي حركة هوائية أفقية هي ما تعرف بالرياح التجارية.
وتخترق تيارات الحمل الهوائية التصاعدية الاستوائية طبقة التروبوسفير واصلة إلى حد التروبوبوز، ومن هناك تتجه شمالاً وجنوباً باتجاه القطبين حاملة معها عبر الأجواء المدارية مقداراً عظيماً من الطاقة على شكل طاقة كامنة (gz) وطاقة حرارية محسوبة (CPT) إلى أجواء العروض الوسطى والعليا . وأثناء ذلك تحدث عمليات تبادل حراري بينها وبين هواء طبقات الجو التي تعبرها . فيتحول جزء من طاقتها الحرارية المحسوبة إلى أشعة تحت الحمراء تعمل على تسخين الجو ومن ثم تضيع إلى الفضاء الخارجي .

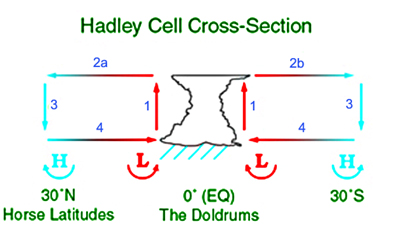
خلية هادلي تحمل الحرارة والرطوبة من المناطق الإستوائية إلى منتصف خطوط العرض الشمالية والجنوبية.

وكلما ابتعدت هذه التيارات الهوائية بعيداً عن الأجواء الاستوائية تزداد سرعتها بسبب محافظتها على زخمها الزاوي لأنها تنتقل من فوق دوائر عرض كبيرة إلى دوائر عرض صغيرة . وتأخذ في الانحراف – بسبب قوة كوريوليس – نحو يمينها في النصف الشمالي من الأرض وإلى يسارها في النصف الجنوبي مشكلة رياح غربية عالية سريعة (الغربيات) وما أن تصل إلى دائرة عرض 30 ْ شمالً وجنوباً وسطياً (بين دائرتي العرض 28 ْ و45 ْ شمالاً وجنوباً) حتى تصبح سرعتها وانحرافها على أشدها . ويساعد في ذلك أيضاً التبادل الحراري الشديد بين أجواء العروض الدنيا والعروض الوسطى، حيث تتناقص درجة الحرارة بشدة باتجاه القطبين . ونتيجة لذلك، يتشكل فوق هذه العروض في كل من نصفي الكرة الأرضية تيار هوائي نطاقي متلوي يتجه من الغرب إلى الشرق - في نصف الكرة - بسرعة هائلة تتراوح بين حوالي 160-240كم/ ساعة - تزيد أحيانا عن 420كم/ ساعة في فصل الشتاء - وتظهر نواة كل منها (التيار الرئيسي) بين ارتفاع 10- 15 كم بين درجتي العرض 28 ْ و30 ْ شمالاً وجنوباً . ويعرف كل مكن هذين التيارين بالتيار النفاث الغربي شبة المداري (Subtropical Westerly Jet Stream). ويمكن تشبيه هذين التيارين بنهر عظيم من الهواء سريع الجريان بين ضفتين من الهواء الهادئ نسبياً . وتتكفل هذه التيارات النفاثة بمعظم عمليات نقل الطاقة إلى العروض العليا والقطبية.
يصبح الهواء الاستوائي المتجه في طبقات الجو العالية نحو القطبين باردا وكثيفا ويأخذ بالاحتشاد كلما إيجة شمالا لانتقاله من فوق دوائر عرض كبيرة إلى دوائر عرض أصغر تدريجياً . ويبلغ هذا الاحتشاد ذروته عند درجتي العرض 30ْ شمالاً وجنوباً في التيار النفاث الغربي شبه المداري الشمالي والجنوبي . ونتيجة لهذا الاحتشاد الهوائي يأخذ الهواء بالهبوط ببطء من قاعدة التيار النفاث إلى سطح الأرض مشكلاً حزامين من الضغوط المرتفعة شبه المدارية (Subtrobical Highs) العميقة حول درجتي العرض 30ْشمالاً وجنوباً. أثناء هبوط الهواء الذي يستغرق حوالي3 أسابيع ليهبط من ارتفاع 12كم إلى ارتفاع 3كم- تتحول طاقته الكامنة (mgZ) تدريجياً إلى طاقة حرارية محسوسة (CpT) فيتسخن الهواء (ذاتياً) فيصبح جافاً ومجففاً- يمتص الرطوبة الجوية- فتنعدم الغيوم وتظل السماء صافية دائماً مما يساعد على ازدياد درجة حرارة سطح الأرض. وتسود فوق العروض شبه المدارية حالات من الإستقرار الجوي والانقلاب الحراري تجهض حركات الهواء السطحية الصاعدة بالرغم من ارتفاع درجة حرارته، وتمنع الضغوط المرتفعة دخول الهواء إلى هذه العروض، لذلك تتمركز حول درجتي العرض 30ْ شمالاً وجنوباً الصحراوات الرئيسية في العالم وأشدها جفافاً وتطرفاً واتساعاً مثل الصحراء الكبرى وصحاري شبه الجزيرة العربية وصحاري أمريكا الشمالية والجنوبية (أتاكاما) وصحراء ناميبيا في جنوب أفريقيا والصحاري الإسترالية وصحراء ثار في آسيا.
من جانب آخر تسود فوق سطح المحيطات شبه المدارية رياح هادئة بسبب ضعف في مراكز الضغوط المرتفعة. وفي الماضي- زمن استخدام السفن الشراعية- كانت هذه المناطق من المحيطات بسبب هدوء رياحها سبباً في حبس السفن الشراعية عدة أسابيع فيها، فتنفذ مؤنها مما يضطر البحارة إلى إلقاء بعض حمولتهم وقتل أحصنتهم من أجل الطعام، أو إلقائها في مياه المحيط لتخفيف حمولة السفن، لذلك عرفت هذه العروض شبه المدارية بعروض الخيل ( Horse Latitude) .
وتتميز الضغوط المرتفعة شبه المدارية بعمقها، إذ تظهر فعاليتها على سطح الأرض وفي طبقات الجو العالية حتى ارتفاع يزيد عن 12كم. ومع ذلك فإنها تتباين في مساحتها وقوتها من منطقة إلى أخرى بسب التباين في تسخين المحسوسة إلى طاقة حرارية كامنة (Lq) تعمل على تبخير المياه من القارة والمحيطات وتساعد على توسيع رقعة الأراضي الجافة. لكن ما إن تصل إلى نطاق الضغط المنخفض الاستوائي حتى تصبح رطبة جداً نتيجة لما حملته من رطوبة أثناء جريانها.
تتلاقى الرياح التجارية الشمالية الشرقية والتجارية الجنوبية الشرقية في نظام الضغط المنخفض الاستوائي مشكلة جبهة عريضة على طوله تعرف بجبهة تلاقي ما بين المدارين (ITCZ -Inter Tropical Convergence Zone) وما أن تدخل الرياح التجارية الشمالية والجنوبية نطاق الضغط المنخفض الاستوائي حتى تبدأ بالارتفاع عند جبهة ما بين المداري مشكلة تيارات حمل تصاعدية قوية تضاف إلى حركات الهواء الاستوائي الحار التصاعدية وتقويها، وهكذا تكمل دورة الهواء في خلية هادلي الشمالية الجنوبية في العروض الدنيا.
.